# Thomas Chittenden

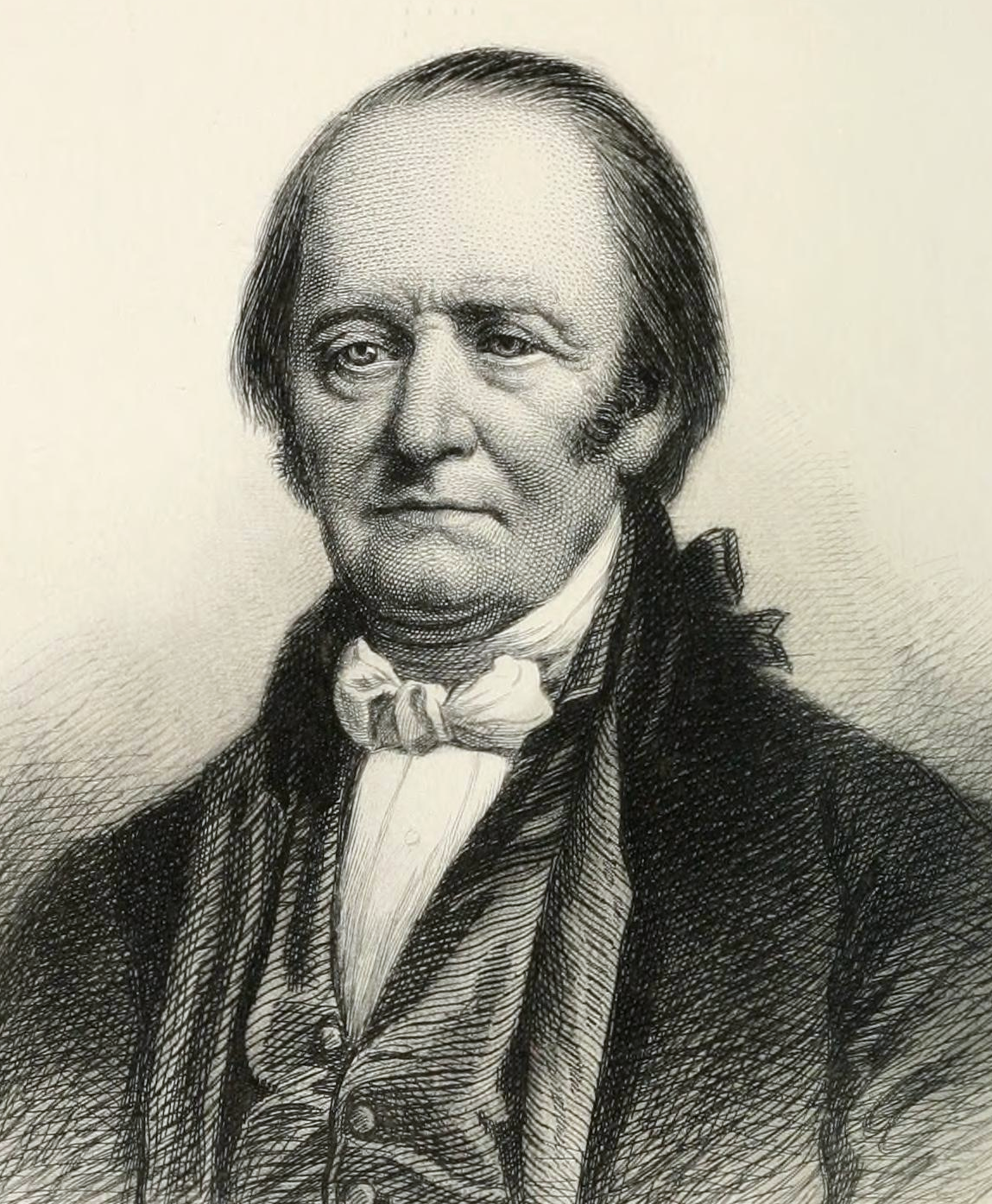
Thomas Chittenden

Thomas Chittenden, född 6 januari 1730 i East Guilford (nuvarande Madison), Connecticut, död 25 augusti 1797 i Williston, Vermont, var en nordamerikansk politiker. Han var Republiken Vermonts statschef 1778–1789 och 1790–1791. Efter att ha tjänstgjort som Republiken Vermonts guvernör fortsatte han som den första guvernören i delstaten Vermont från 1791 fram till sin död.
Chittenden flyttade 1774 till Williston. Han var med om att förhandla med kontinentala kongressen om möjligheten för Vermont att gå med i Amerikas förenta stater. Ärendet bordlades i och med att både New York och New Hampshire hade krav gällande Vermonts territorium. Detta ledde till grundandet av den självständiga staten Republiken Vermont år 1777. Chittenden tillträdde 1778 som statschef med titeln guvernör. Han efterträddes 1789 av Moses Robinson. Chittenden tillträdde 1790 på nytt som statschef och valdes till den första guvernören i delstaten Vermont då USA godkände Vermont som delstat år 1791 och den självständiga republiken upphörde att existera. Guvernör Chittenden avled 1797 i ämbetet och efterträddes av Paul Brigham.
Chittenden gravsattes på Old Williston Cemetery i Williston. Sonen Martin Chittenden var guvernör i Vermont 1813–1817.